# Sequestro Macchiarini
Il sequestro Macchiarini fu la prima azione delle Brigate Rosse che ebbe una risonanza nazionale, in quanto andò oltre le attività di propaganda politica, anche estremista, praticate al tempo dalle varie strutture mal definite esistenti all'interno della sinistra extraparlamentare, che volevano produrre una condizione di rivoluzione sociale secondo il pensiero marxista leninista. Avvenne il 3 marzo 1972 e si trattò del primo sequestro di persona a carattere politico dell'Italia repubblicana: Macchiarini, il sequestrato, era un dirigente aziendale, e l'atto terroristico fu completato col primo utilizzo propagandistico di una fotografia della vittima minacciata con due pistole puntate contro e portante al collo un cartello con scritti slogan, tra cui "colpiscine uno per educarne 100!". L'azione terrorista, che aveva una forte motivazione propagandistica del gruppo, fu praticata in un paese in cui ormai la violenza dello scontro politico aveva superato la fase dialettica, includendo violente azioni fisiche contro chi era considerato parte del sistema di sfruttamento capitalistico, e in un mese, il marzo del 1972,  particolarmente segnato da eventi terroristici e che obbligò le forze di sinistra, sia classiche che extraparlamentari, a pronunciamenti e prese di posizione riguardo a queste azioni estreme di lotta.

## Contesto storico
All'epoca la Siemens, azienda con partecipazione statale di rilevanza internazionale, aveva in piazzale Zavattari a Milano la sua sede col palazzo uffici, i laboratori e lo stabilimento principale che si apriva nel confluente viale Monterosa, ove lavoravano più di 6000 dipendenti, di questi circa un terzo inquadrati nelle categorie impiegatizie, il resto operai e soprattutto operaie. La produzione era di apparecchiature varie legate alla telefonia in forte sviluppo, da ponti radio ad apparecchiature telefoniche.
A Milano, il primo gruppo delle Brigate Rosse, che includeva quelli che poi saranno definiti i capi storici, nato dall'esperienza di Sinistra Proletaria, dopo il convegno di Pecorile, compiva attività di propaganda, come comizi nelle aree periferiche della città, attentati incendiari contro i "capetti" delle grandi fabbriche quali la Pirelli, vivendo in una situazione di semiclandestinità, compiendo anche alcune rapine a banche a scopo di autofinanziamento, utilizzando armi ricevute da vecchi partigiani che le avevano conservate, approfittandone anche come allenamento per attività più pericolose. Agli inizi del 1972, venne la decisione di passare ad azioni più eclatanti, tipo quelle compiute dai Tupamaros "un breve sequestro dimostrativo punitivo di un personaggio simbolo particolarmente odiato. Da immortalare in una fotografia che avrebbe riprodotto in un milione di copie, il nostro messaggio", mostrando con la fotografia una azione di lotta armata nell'Italia degli anni '70.
In Siemens, secondo la narrazione di Moretti si era sviluppata una atmosfera favorevole alla propaganda brigatista, non limitata agli operai ma coinvolgente anche i tecnici,  che arrivò a contare un centinaio di "compagni", al punto che, dopo il sequestro Macchiarini, fu coniata la battuta: "Cosa produce la Siemens? Telefoni e brigatisti in uguale proporzione".
L'idea di sequestrare Macchiarini fu di Moretti, impiegato alla Sit Siemens, e che quindi conosceva bene la situazione entro la fabbrica, Macchiarini, come direttore di stabilimento e responsabile della ristrutturazione aziendale era malvisto dagli operai e già bersaglio di cortei interni che cercano di raggiungere il suo ufficio per obbligarlo ad essere sottoposto a "processo", questa sorta di processi lampo, a dirigenti, che avvenivano internamente nelle fabbriche, come azioni anonime di gruppo improvvisate non costituivano una novità per la conflittualità operaia del periodo, diversamente l'azione delle Brigate Rosse era pianificata, avrebbe introdotto una novità spostando la vicenda al di fuori dei muri della fabbrica, con l'obiettivo di darle una precisa connotazione politica e una rivendicazione pubblica. Secondo Franceschini l'azione era pensata come una sorta di prolungamento di un corteo operaio interno nella fabbrica

## Il sequestro

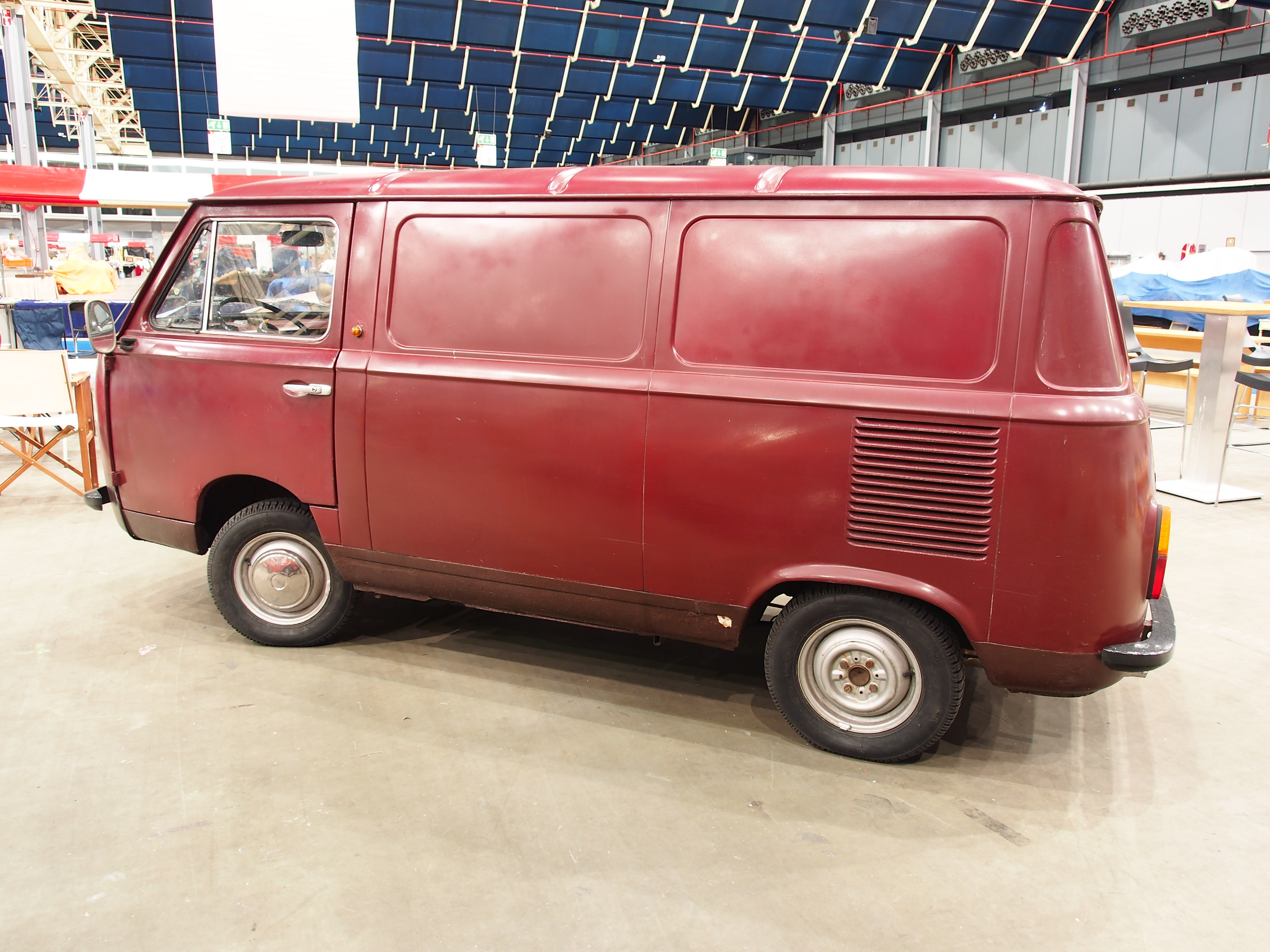
Furgone Fiat 850, simile a quello usato per il sequestro

Idalgo Macchiarini fu catturato il 3 marzo del 1972 a Milano, all'esterno dell'edificio della Sit-Siemens, di cui era dirigente, tutta l'azione avvenne in arco di tempo di circa 20 -30 minuti di tempo. Al tempo Macchiarini aveva 42 anni, aveva la carica di dirigente del settore operazioni, era sposato con due figli ed abitava in via Harar 9, non molto lontano dalla Siemens.
Lo svolgimento del sequestro è raccontato da due dei brigatisti che vi parteciparono Mario Moretti e Alberto Franceschini, che sono tra i membri storici fondatori delle BR, secondo entrambi il gruppo avrebbe dovuto essere completato con altri due compagni, di cui non forniscono il nome; di questi uno fu riconosciuto dai negativi della fotografia che venne scattata e si trattò di un ex partigiano Giacomo Cattaneo detto Lupo riguardo al quarto brigatista costui secondo Moretti all'ultimo momento non se la sentì di partecipare, al contrario Franceschini descrive tutta l'azione come compiuta da quattro individui. L'identità di questo quarto brigatista è confusa: secondo i dati dell'archivio Flamigni in rete sarebbe Piero Morlacchi, secondo Flamigni si tratterebbe di Alfredo Bonavita.

La fotografia di Macchiarini sequestrato, distribuita dalle BR e diventata un simbolo dell'attività terroristica di quegli anni

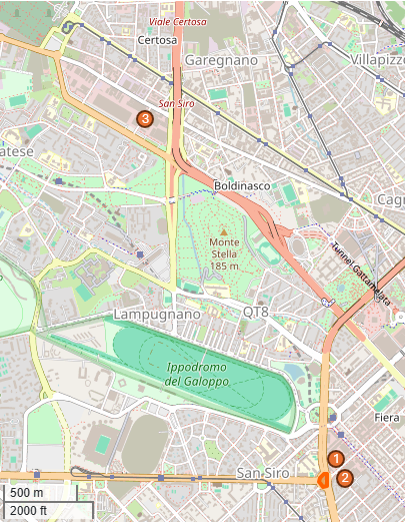
Mappa dei luoghi del sequestro Macchiarini. 1 sede Sit Siemens, 2 luogo agguato, 3 luogo del rilascio

Secondo un comunicato di Lotta Continua citato da Soccorso Rosso nella mattinata dello stesso giorno del sequestro all'interno degli edifici Siemens un corteo interno di operai aveva cercato di raggiungere l'ufficio di Macchiarini per intimidirlo.

### La preparazione
Franceschini, si fece insegnare da un operaio di una piccola fabbrica, che ogni tanto compiva furti d'auto, la tecnica di aprire con un particolare grimaldello un pulmino Fiat 850T, il cui modello era stato individuato come il più adatto allo scopo, ricevendo anche il grimaldello in regalo. Contemporaneamente iniziò l'osservazione di Macchiarini e delle sue abitudini, notando che parcheggiava l'automobile esternamente alla fabbrica, probabilmente per evitare il rischio di trovala bruciata se l'avesse lasciata nel cortile interno, in una vicina via poco trafficata e alberata e annotarono che solitamente usciva dall'edificio aziendale alle 17.30.
Un primo appostamento per sequestrarlo avvenne il 2 marzo, ma i quattro brigatisti lo attesero per strada fino alle 18.00 e quindi abbandonarono il luogo, senza che Macchiarini si fosse fatto vivo, temendo cha la loro presenza potesse farli notare

### Dinamica del sequestro
Il 3 marzo i brigatisti si appostarono nuovamente in attesa del dirigente, che anche quel giorno tardò all'uscita dall'ufficio e Franceschini dovette imporsi a due elementi del gruppo (indicati col nome fittizio di Sergio e Alfedo) affinché l'attesa stavolta si protraesse ad oltranza, rischiando di essere notati, fino all'arrivo della vittima, affermando che sarebbe rimasto sul luogo assieme a Moretti, anche fino a mezzanotte, pur di portare a compimento l'operazione. Macchiarini uscì verso le ore 19 dal suo ufficio in piazza Zavattari e mentre percorreva a piedi la vicina via Mosè Bianchi, dove aveva parcheggiato la sua automobile, fu bloccato da tre brigatisti che lo attendevano sul marciapiede, che lo colpirono con un pugno in un occhio e qualche calcio, afferrato per il bavero e caricato in un furgone Fiat 750 (precedentemente rubato il 25 febbraio e munito di targa falsa) parcheggiato a pochi metri di distanza dalla sua vettura, con la bocca chiusa da uno straccio, ammanettato e con i piedi legati e l'orologio strappato dal polso. Mentre il prigioniero veniva legato e pestato se provava a muoversi, il furgone venne guidato da Franceschini fino ad una strada secondaria (via Alfredo Pizzoni), nella zona popolare di Viale Certosa, ove venne parcheggiato e poi abbandonato. Qui al sequestrato appeso al collo un cartello con slogan brigatistie gli furono scattate da Moretti delle fotografie con l'uso del flash, mentre "Sergio e Alfredo" lo tenevano fermo. Alla luce del flash il sequestrato scorse due persone che indossano tute scure e viso coperto da un cappuccio.
Quindi i brigatisti si allontanarono dal pulmino, dopo averlo ripulito e recuperando da terra l'orologio un Omega d'oro strappato dal polso di Macchiarini durante la colluttazione, lasciando solo l'ostaggio e un volantino ciclostilato di rivendicazione dell'atto terroristico; Macchiarini malamente legato alle gambe e ammanettato, riuscì a liberarsi, aprire lo sportello del furgoncino intravvedendo due vetture: una 500 e una 124 che si allontanano. Infine, aiutato da una coppia di fidanzati, si avviò a un vicino bar dove telefonò alla polizia (altra versione arriva alla portineria della Elisabeth Arden, venendo soccorso dal custode, quindi portato al pronto soccorso oftalmico ospedale Fatebenefratelli per curare l'ecchimosi all'occhio, quindi Macchiarini fu portato in questura ove presentò una denuncia particolareggiata all'ufficio politico lamentandosi per le percosse ricevute, soffermandosi abbondantemente sulle percosse ricevute e parlando delle minacce espresse contro di lui e a suo avviso anche contro la famiglia,.
Immediatamente nella notte le forze dell'ordine compirono cinque perquisizioni domiciliari fermando alcune persone che vennero portate in questura per essere interrogate.
La stessa sera gli autori del sequestro si ritrovarono con gli altri brigatisti per discutere dell'azione, del cui risultato erano soddisfatti, soltanto un brigatista fra gli autori del sequestro, Sergio un ex partigiano, rimase in silenzio ad ascoltare i racconti personali celebrativi del fatto e il giorno dopo, di mattina presto, costui si presentò a casa di Franceschi, accusando gli altri di comportarsi come bambini, senza le precauzioni che utilizzavano i partigiani, rischiando di essere arrestati e quindi impossibilitati a fare la rivoluzione e quindi si allontanava dal gruppo. Si diedero un ultimo appuntamento il giorno seguente alla fermata della Metropolitana di Porta Venezia dove arrivò con una valigia diretto verso la stazione delle ferrovie Nord

## Aspetti del sequestro

### Il volantino
Il rapimento fu velocemente rivendicato dalle BR con la diffusione di un volantino, già preparato e abbandonato nel furgone, e sue copie successivamente distribuite nelle fabbriche, e poi con la fotografia fatta al sequestrato, all'interno del furgone, che divenne parte dell'iconografia storica italiana degli anni di piombo.  Il linguaggio del volantino include termini propri di una struttura statale: "arrestato", "processato", "rilasciato in libertà provvisoria come a prefigurare una sorta di controstato assieme ad un tono ironico e di disprezzo verso il sequestrato e ciò che rappresenta.
Nel volantino le BR così motivarono la loro azione: Venerdì alle ore 9 le Brigate rosse hanno arrestato di fronte allo stabilimento della Sit Siemens il dirigente Idalgo Macchiarini -.  Dopo averlo processato, lo abbiamo consigliato a lasciare al più presto la fabbrica e quindi rilasciato in libertà provvisoria. Macchiarini è un brutto cane rognoso e gli operai lo sanno tutti. Infatti ad ogni corteo interno, tanto per divertirsi un po', vanno su a dargli qualche calcio nel culo per rispondere nel modo giusto alla sua ridicola aria di sfida. Macchiarini difatti è un duro di quelli che ad ogni passo ripetono «GLI OPERAI VANNO TRATTATI CON LA FRUSTA, SE NO SONO SEMPRE LÌ A RIVENDICARE». Macchiarini però è anche un saggio, egli sa che le forze reazionarie che fanno capo a quel PICCOLI, ministro delle Partecipazioni statali e fiero sostenitore della destra nazionale, lo considerano «patrimonio intoccabile della nazione». Per questo egli le sostiene con le parole e coi fatti".
Proseguendo nel testo, spostandosi dall'attacco personale ad una considerazione sulla situazione politica italiana il volantino proseguiva:  "Macchiarini dunque, a suo modo e al suo livello, è un responsabile della guerra che la borghesia ha scatenato su tutti i fronti e su tutti gli aspetti della vita produttiva e sociale delle masse . Per questo abbiamo inteso render celebre, celebrando la sua mediocrità, questo funzionario della reazione che, a differenza delle Sam non butta bombe contro lapidi partigiane o sedi di partiti democratici ma colpisce direttamente, quotidianamente, con metodo, la classe operaia al suo cuore: la colpisce nella sua lotta incessante per la sopravvivenza e il potere".
La frase finale del volantino era un annuncio di un prosieguo della lotta armata ed un avvertimento: "Macchiarini è un fascista in camicia bianca. Un nemico della classe operaia. Il processo proletario a Macchiarini è anche un avvertimento a tutti gli altri in qualunque fabbrica e in qualsiasi parte del paese prestino servizio, che: alla guerra rispondiamo con la guerra su tutti i fronti con la guerra su tutti i fronti; alla repressione armata con la guerriglia. Nessuno tra i funzionari della controrivoluzione antioperaia dorma più sonni tranquilli.".

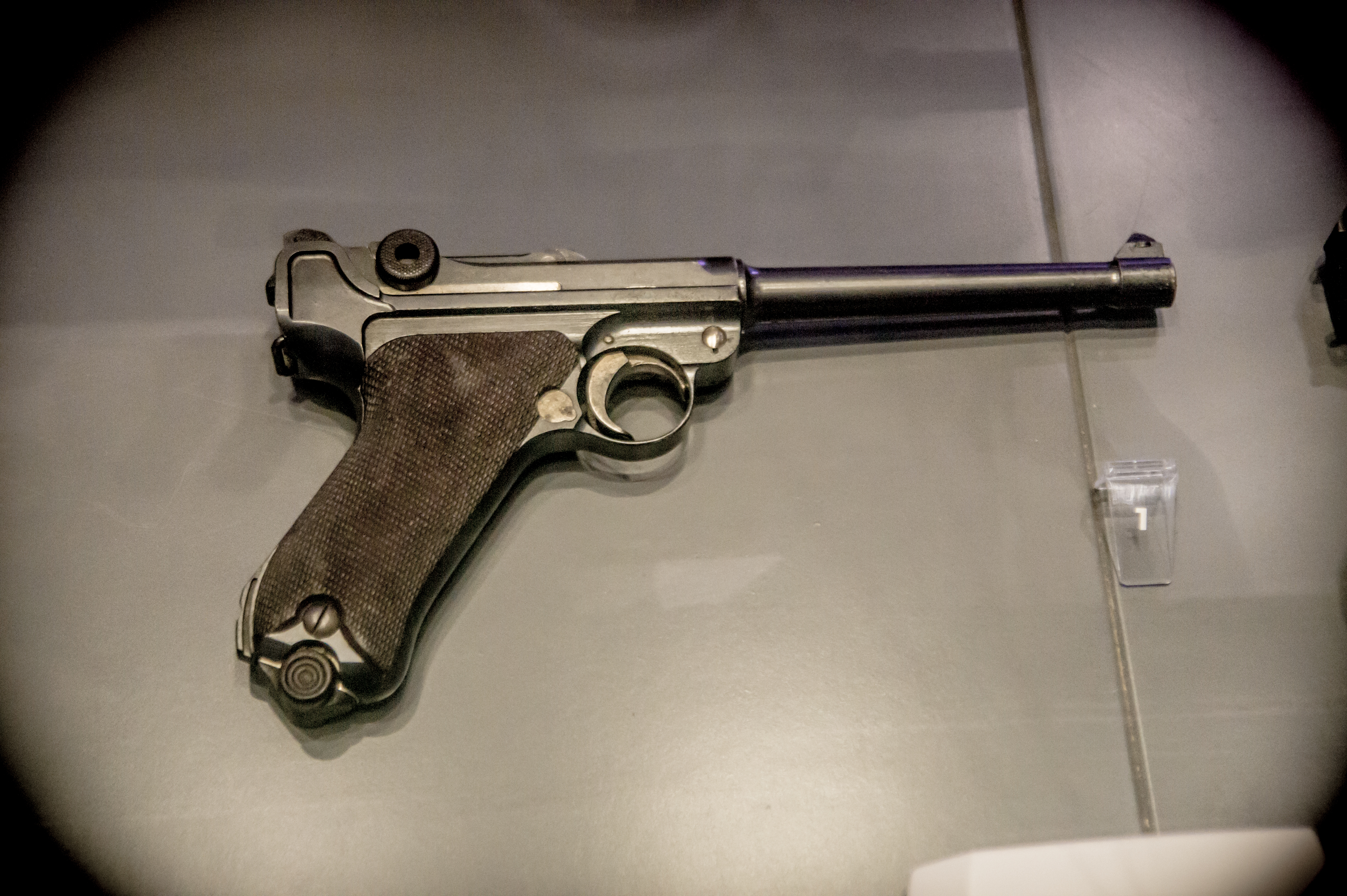
Una pistola Luger, usata nella seconda guerra mondiale esposta in museo

### Le armi del sequestro
Delle due armi impugnate dai brigatisti contro la guancia di Macchiarini una era un pistola Luger  appartenuta ad un ufficiale nazista ucciso nell'appennino, donata a Franceschini da un vecchio partigiano, a cui aveva confidato l'intenzione di darsi alla lotta armata, assieme ad una Browning di medesima origine.

### Gli slogan
Macchiarini fu fotografato con un cartello, una sorta di tatzebao appeso al collo, e con due canne di una pistola puntate sul viso, una per ogni lato. Sul cartello è disegnata la stella a cinque punte e contiene scritti tre slogan, che saranno tra i più noti delle BR: “Brigate rosse. Mordi e fuggi! Niente resterà impunito! Colpiscine 1 per educarne 100! Tutto il potere al popolo armato!”.
Questi slogan riprendevano indicazioni di guerriglie espressi in tempi diversi da rivoluzionari come Lenin, Mao e Che Guevara; anni dopo Curcio li commenterà: "slogan di importazione, ma che diventeranno famosi anche in Italia".  L'indicazione di colpire velocemente e scomparire velocemente :"Mordi e fuggi" fu è contenuta nel manuale La guerra di guerriglia scritto da Che Guevara, che a sua volta l'apprese assieme a Fidel Castro frequentando il corso di guerriglia all'accademia militare aeronautica di Guadalajara tenuto da Alberto Bayo.
La frase "colpiscine uno per educarne cento" venne espressa da Lenin nelle "Note per il programma del II congresso del partito" (1905) "Il terrore deve fondersi con il movimento di massa [...] ecco perché noi diciamo nella tradizione rivoluzionaria comunista: la professione di boia, di poliziotto, di preside, di capo di fabbrica, di giudice, sta diventando una professione rischiosa. Perché i proletari seguono la regola castiga uno, educane canto.".

### La fotografia del sequestrato
La fotografia fu rilasciata con la seguente didascalia: Milano 3-3-72, Macchiarini Idalgo, dirigente fascista della Siemens, processato dalle BR. I proletari hanno preso le armi, per i padroni è l'inizio della fine.
La fotografia del sequestrato e minacciato con le armi rappresentò una novità nelle modalità di propaganda e di lotta terroristica in Italia.
L'aspetto è molto simbolico, è un atto di esercizio di potere. È il simbolo della non accettazione della sconfitta. Non accettiamo più di perdere, di essere sconfitti senza combattere fino in fondo. E noi anzi pensiamo di poter trasformarla la società, costruendo momenti di contropotere operaio. Voi avete le vostre strutture, avete la vostra polizia, avete i vostri fascisti, avete i vostri infiltrati, avete il vostro controllo. Noi d'ora in avanti avremo la nostra organizzazione armata”.»
(Maio Moretti in intervista presente nel documentario Aldo Moro, storia di un delitto)
La dichiarazione di Moretti mostra l'importante aspettativa che le Brigate Rosse ebbero, fin da poco tempo dopo la loro nascita, nel mezzo fotografico, che diventò uno strumento di lotta associato ai volantini ciclostilati, con cui produrre icone visive, che colpivano l'opinione pubblica, per pubblicizzarsi, trasmettere i loro messaggi e far conoscere alle autorità, alle altre forze di sinistra e al resto della società, la loro presenza effettiva e di lotta nel territorio e negli ambienti di vita quotidiana come le fabbriche.
Il negativo della fotografia fu rinvenuto dal magistrato Guido Viola, il 2 maggio 1972 perquisendo il covo brigatista in via Delfico a Milano, scoperto con l'infiltrato Marco Pisetta e seguendo i coniugi Morlacchi.  Il negativo della foto scattata era integro e da questo era riconoscibile Giacomo Cattaneo che puntava una pistola alla tempia di Macchiarini, questo poiché la fotografia non ritagliata, quale invece è la fotografia diffusa dalle BR e universalmente nota, mostra le mani che impugnano le pistole: quella guantata è di Franceschini, l'altra mostra la mano nuda di "lupo" con una cicatrice che la rende ben identificabile. I negativi erano gestiti da Moretti, al quale, secondo Franceschini era stato detto di ritagliare i bordi, operazione non eseguita e ciò è uno degli elementi che anni dopo portarono a sospettare Moretti come doppiogiochista con le forze dell'ordine.

### Effetti del sequestro
Secondo i brigatisti questo sequestro fu favorevolmente accolto dagli operai.
Il sequestro introdusse ed espanse, ove prima era assente, l'idea della lotta armata, tra i militanti della sinistra rivoluzionaria, le Brigate Rosse sotto indagine dovette riorganizzarsi in una struttura più chiusa e militarizzata, abbandonando quella che era stata una clandestinità approssimativa, nelle fabbriche e quartieri in cui le BR erano presenti furono intimiditi i livelli inferiori del controllo padronale sulle attività in fabbrica. Tuttavia, non ebbe impatto sulle vicende sindacali e di scontro di classe a livello nazionale.

## Dopo il sequestro
Il 6 marzo le Brigate rosse distribuirono ai giornali un opuscolo, datato settembre 1971, che contiene una autointervista in cui sono indicati i loro punti programmatici e la linea politica, che la lettura giornalistica così riassume che le masse "non possono dare alla borghesia armata che una risposta armata", si tratta del loro documento noto come "Prima riflessione teorica".
La mattina del 8 marzo arrivò, con la posta, alla sede dell'ANSA di Milano, entro una busta bianca, una delle fotografie fatte durante il sequestro, con questa didascalia battuta con una macchina da scrivere: « Milano 3-3-1072: Macchiarini Idalgo, dirigente fascista della Siemens, processato dalle brigate rosse. I proletari hanno preso le armi. Per i padroni è l'inizio della fine ». La busta aveva il timbro postale « Poste Milano Ferr. Corrisp.» delle ore 20 del 7 marzo e conteneva anche una copia ciclostile del volantino lasciato nel furgone.
Alle accuse di violenza e di furto espresse da Macchiarini le BR risponderanno con pacco ricevuto il 10 marzo dal Corriere della sera contenente l'orologio di Macchiarini e una lettera con commenti ironici di risposta rispetto a quanto denunciato: è restituito l'orologio "del detenuto da questi perso durante il vano tentativo di divincolarsi.” e si afferma che il dirigente "non è stato oggetto di violenze fisiche, salvo quelle indispensabili" e le asserite minacce ai familiari del Macchiarini "sono insensate e frutto di irrazionale terrore". L'orologio fu restituito volendo dimostrare che agivano per non appropriarsi dei beni delle singole persone, seguendo la prassi già in uso dei Tupamaros.
L'11 marzo Milano fu scossa da una violenta manifestazione, vietata dalla questura, contro il comizio autorizzato del missino Beppe Niccolai e della Maggioranza silenziosa tenuto in Piazza Castello, che per ore terrà la città sotto il controllo dei manifestanti. I servizi d'ordine di Lotta continua, Avanguardia Operaio e Potere Operaio fronteggiarono per ore gli agenti della Celere, durante gli scontri morirà, involontariamente coinvolto in questi, il pensionato Giuseppe Tavecchio, colpito da un candelotto lacrimogeno sparato dalla polizia ad altezza d'uomo, le forze dell'ordine registrarono 35 automezzi distrutti e molti feriti. Gli scontri terminarono dopo un lancio di numerose bombe molotov contro la sede del Corriere della sera.
Il 13 marzo sera, poco dopo le 21.30, un gruppo di 5 brigatisti mascherati, composto da 4 uomini ed una donna: Franco da Lorenteggio, Semeria, Giacomo Cattaneo, Piero Morlacchi con sua moglie Heidi Peusch, irruppe nella sede del Movimento Sociale Italiano a Cesano Boscone, posta in un appartamento a piano terra di una delle palazzine del condominio di via delle Acacie 1, trovandovi presente solo il vice-segretario, Bartolomeo Di Mino che volutamente non aveva chiuso a chiave la porta nel caso arrivassero possibili simpatizzanti, per una raccolta di firme a favore dell'elezione diretta del presidente della repubblica. Costui venne stordito col calcio di una pistola alla testa, immobilizzato con le braccia dietro la schiena ammanettato con manette dello stesso modello usato per Macchiarini e liberamente acquistabili in negozio e una catena ai piedi. Di Mino fu quindi imbavagliato con un cerotto sulla bocca e poi fotografato con una Kodak con flash, nel frattempo gli altri componenti del gruppo perquisirono la sede, prelevando documenti, e firmando l'azione con spray sul muro: Brigate Rosse Niente resterà impunito, accompagnata dal disegno della stella a cinque punte. Quindi i brigatisti si allontanarono, chiudendo la sede a chiave e portando con sé anche una macchina da scrivere. Soccorso da vicini Di Mino fu velocemente portato, senza neppure togliergli le manette, al pronto soccorso dell'ospedale San Carlo dove fu così diagnosticato: "ferita lacero contusa parietale destra, stato di choc e contusioni ecchimotiche varie, guaribili in gg.15 s.c.” [14]. Medicato, venne trattenuto 48 ore in osservazione prima di essere dimesso..  Secondo il memoriale di Pisetta nella concitazione dell'azione si rischiò persino l'uccisione di Di Mino, da parte di Semeria, evitata da un altro terrorista che si frappose tra la pistola del primo puntata contro il secondo, ed altre donne, tra cui Mara Cagol, parteciparono all'azione. La sera del ricovero Di Mino fu visitato dal magistrato inquirente di turno, che, terminato l'ascolto della testimonianza della vittima, uscendo dall'ospedale commentò: "Ha detto nu cofano e fesserie".  Il 15 marzo arrivò al Corriere della Sera una copia della fotografia scattata a Di Mino accompagnata da un volantino di rivendicazione, in cui affermava di aver occupato e perquisito la sede sequestrando tutto i documenti ivi rinvenuti, proseguiva affermando che "l'unica democrazia per gli sfruttati è il fucile sulla spalla degli operai ... i fascisti assassini non devono disporre di alcuna agibilità politica nei nostri quartieri, nelle nostre fabbriche, né altrove ... " il volantino si conclude con una frase propagandistica: " Le Brigate Rosse andranno avanti su questa via, la via della lotta armata contro il fascismo e contro lo stato. Il voto non paga! Prendiamo il fucile! Tutto il potere al popolo armato!"; l'articolo del Corriere riporta che il volantino fu inviato a redazioni di giornali, ma non c'è menzione della fotografia allegata, pur scrivendo della somiglianza di quest'atto con il da poco avvenuto sequestro di Macchiarini, in quanto in entrambi i casi le vittime furono fotografate dai loro aggressori, somiglianza già evidenziata nell'articolo del 14 marzo in cui veniva data la notizia dell'incursione. La notizia di questa azione nell'opinione pubblica e politica finì immediatamente in secondo piano in quanto coperta da quella della morte di Feltrinelli, avvenuta il giorno seguente all'incursione con le accese discussioni che ne seguirono e l'omicidio del commissario Luigi Calabresi avvenuto la mattina del 17 marzo.
Il 29 Marzo, a seguito della continua attività propagandistica dell BR entro la Sit-Siemens il consiglio di fabbrica emise un comunicato in cui riassumeva la situazione in fabbrica: "Negli ultimi tempi un gruppo chiamato "Brigate Rosse" tenta di uscire dall'isolamento in cui l'ha confinato la classe operaia inviando materiale propagandistico personalmente a casa di lavoratori della Sit-Siemens. I metodi terroristici e velleitari di questo gruppo sono un ostacolo per le lotte democratiche dei lavoratori e sono obiettivamente sfruttati dal padronato contro le loro organizzazioni" e concludeva denunciando: "questo fatto come tentativo di coinvolgere i lavoratori in un disegno e in un tipo di lotta che storicamente é risultato sempre contrario all'interesse della classe lavoratrice".
Il 3 Aprile a Roma avvenne la prima gambizzazione degli anni di piombo, con il ferimento di un dirigente della FATME ad opera di una cellula della struttura illegale di Potere Operaio, l'azione non fu rivendicata al tempo, ma la sua paternità sarà rivelata dopo da Valerio Morucci, al tempo responsabile del servizio d'ordine di PO e che poi passò alle BR, e Germano Maccari.
A poco più di un mese dal sequestro, 13 Aprile Macchiarini sarà nuovamente l'obiettivo di un corteo interno di protesta da parte di operai della Siemens, a conferma del forte clima di conflittualità fra operai e dirigenza all'interno della Siemens

### Le indagini
Le indagini delle forze dell'ordine, che fino a questi eventi del mese di marzo, si erano poco interessate delle BR, si intensificarono, con pedinamenti e conseguenti arresti e permisero in breve tempo di risalire ad un covo brigatista a Milano il 2 maggio in una cantina in Via Delfico 6, affittato da Pietro Morlacchi, dove trovarono il rullino delle fotografie scattate a Macchiarini, assieme ad altro materiale, tra cui il passaporto di Giangiacomo Feltrinelli, morto il 14 marzo, pochi giorni dopo l'azione BR, per lo scoppio della carica esplosiva che stava mettendo ad un traliccio a Linate. Lo stesso giorno venne anche scoperto il covo di via Boiardo, sempre a Milano, in cui, fu trovata una fotografia di Bartolomeo Di Mino, con questa didascalia: “fascista pericolo pubblico numero 1”, in questo covo fu inoltre rinvenuto un locale sotterraneo insonorizzato preprarto per essere utilizzato come prigione per sequestri di persone di maggior durata.
Poche settimane dopo, Macchiarini fu messo a confronto con Cattaneo, identificato grazie al negativo ritrovato della fotografia fattagli sul furgone, e quindi in stato di fermo, ma dichiarerà di non riconoscerlo; secondo il giudice Viola il non riconoscimento forse fu dovuto alla paura, da parte sua il brigatista prima ammetterà le sue responsabilità, poi negherà e conseguentemente sarà messo in libertà il 5 giugno 1973 per decorrenza dei termini di legge. In generale tutti gli arrestati si ritrovarono fuori dal carcere dopo circa un anno, o in libertà vigilata o per decorrenza dei termini di legge, questo è spiegato sia col fatto che fino a quel periodo le azioni delle BR non erano molto più gravi di quelle tollerate espresse dal movimento di lotta e dalla autonomia di azione dei singoli magistrati generando comportamenti diversi fra la procura milanese e quella genovese
Per l'incursione alla sede MSI il 30 marzo fu arrestata una studentessa fiorentina sposata e madre di una bimba, militante di Potere Operaio, la cui sede affittata da Carlo Fioroni era stata perquisita durante le indagini sulla morte di Feltrinelli, identificata sulla base della descrizione fisica fatta da Di Mino, e da questa riconosciuta con qualche dubbio come la donna del gruppo, la donna venne assolta a novembre dell'anno seguente dopo aver subito anche circa 4 mesi di carcere Dopo l'arresto della studentessa le BR emisero un comunicato nel quale affermarono di essere le uniche responsabili dell'incursione nella sede del MSI, la totale estraneità dell'arrestata al loro gruppo, a loro sconosciuta e denunciavano questo arresto come un tentativo di dividere le forze rivoluzionarie, evidentemente il comunicato aveva soprattutto lo scopo di ribadire la presenza delle BR come gruppo attivo con un implicito distinguo rispetto agli altri gruppi della sinistra rivoluzionaria. Da notare, come nel corso di queste indagini l'autorità inquirente identificò il modus operandi brigatista commentando che agiscono in gruppi di 4 elementi che non si conoscono fra di loro e provenienti da località diverse rispetto a quella in cui verrà compiuta l'azione terroristica.
Per il sequestro Macchiarini il 1º aprile 1979 la corte di Assise di Milano condannò Giacomo Cattaneo a quattro anni (di cui due condonati) e sei mesi di reclusione, modificata il 09 aprile 1981 dalla Corte di Appello di Milano a quattro anni (di cui due condonati) e cinque mesi di reclusione.
Macchiarini morì a Imperia il 12 settembre 2018, e fu seppellito a Milano, dopo i funerali svolti, il 3 marzo nella chiesa di Sant'Elena.

## Reazioni e commenti
Il sequestro provocò numerose prese di posizione ufficiali, che variarono dalla condanna ed indignazione del fatto, fino alla sua approvazione.
Il ministro Piccoli, menzionato direttamente nel volantino inviò un telegramma all’amministratore delegato della Siemens esprimendo solidarietà con Macchiarini e deprecando la gravità dell'accaduto.
Giuseppe Petrilli, al tempo presidente dell'IRI, riunì immediatamente il Comitato di presidenza dell’ente che diramò un comunicato secondo quale il sequestro "inqualificabile violenza morale e fisica",  indicava "un preordinato disegno di intimidazione e di terrorismo" "una premeditazione ed una organizzazione, non dissimili da tanti ricorrenti fatti di banditismo. L'incredibile pretesa di giudicare, in un sommario processo, le presunte responsabilità di un dirigente nell'espletamento delle sue attività, costituisce un episodio d'inammissibile intimidazione che va denunciato alle autorità e alla pubblica opinione”. Il comunicato si concludeva rinnovando  "a tutti i dirigenti de! gruppo, e in particolare al dott Macchiarini, la propria solidarietà e riconoscenza per la capace e coraggiosa azione direzionale»".
Un appello al presidente del Consiglio dei ministri, ai ministri dell'Interno, delle Partecipazioni statali e del Lavoro, contro il ripetersi di "atti eversivi contro una qualificata categoria di prestatori d'opera" venne fatto dalla CIDA (Confederazione italiana dirigenti d'azienda). Sempre nell’ambito di organizzazioni professionali arrivò la condanna contro queste forme di lotta che "esasperano la già tesa situazione negli ambienti di lavoro” richiedendo “l'inderogabile esigenza di riconoscere anche ai dirigenti d'azienda, lavoratori tra i lavoratori, le necessarie possibilità di adempiere alla loro funzione nel clima di ogni umana, civile convivenza nel rispetto della libertà di lavoro." da parte dell'ALDAI (Associazione lombarda dirigenti aziende industriali).
Da parte dei sindacati arrivò un comunicato di "condanna severa e dura" giudicato rituale negli ambienti vicino alle BR, in particolare le segreterie milanesi di Cgil, Cisl, Uil commentarono che episodi di questo genere «nulla hanno a vedere con le lotte, che il movimento operaio svolge per la difesa dei salari e dell'occupazione» e appartengono «ad un disegno ben preciso di provocazione e disorientamento dei lavoratori, facilmente ricollegabile ad altri analoghi già avvenuti».
L'edizione del 4 marzo de l'Unità dedica alla notizia un piccolo trafiletto, su una colonna, nella parte bassa della seconda pagina, con titolo "Grave provocazione alia Sit-Siemens di Milano", che così inizia: "Una banditesca provocazione è avvenuta nel tardo pomeriggio a Milano, dove un dirigente della SIT-Siemens Idalgo Macchiarini, mentre stava salendo sulla sua auto, e stato sequestrato da due individui mascherati ..." per concludersi dopo una breve descrizione del fatto e del rinvenimento di :"volantini firmati,appunto, «Brigate Rosse»," concludeva: " una fantomatica organizzazione che si fa viva in momenti di particolare tensione sindacale con gravi atti provocatori nel tentativo di far ricadere sui lavoratori e i sindacati la responsabilità di atti ed iniziative che nulla hanno a che vedere con il movimento operaio e le sue lotte.". 
Il giornale del PSI neppure riporta la notizia, che non viene pubblicata nemmeno dal Manifesto la cui attenzione è occupata dalle prossime elezioni politiche, che si terranno in maggio, desiderando presentarsi con una immagine di "rispettabilità" tenne un basso profilo in questa vicenda di lotta armata.
Il quotidiano Stampa sera presentò la notizia nelle pagine interne di cronaca nera col titolo: "Cinque fermi per il sequestro del dirigente alla "Siemens"", con la frase iniziale dell'articolo: Nuovo episodio di violenza alla « Siemens »: ieri sera, il direttore dello stabilimento di piazza Zavattari, Idalgo Macchiarini, 42 anni, prima è stato picchiato, poi caricato su un furgone .... La notizia del sequestro fu ripresa da La Stampa il 9 marzo, dopo la diffusione della fotografia, pubblicata nel nuovo articolo stampato in seconda pagina, con l'occhiello Gesto sprezzante d'estremisti di sinistra, fornendo più ampi dettagli e aggiungendo un excursus storico: Non è la prima volta che le « brigale rosse » portano a termine violenze di questo tipo. Il loro esordio fu proprio la Sit-Siemens, nel settembre del 1970, quando incendiarono il box del direttore del personale Giuseppe Leoni. Poi applicarono un manifesto sull'auto di un altro dirigente. Due mesi dopo inviarono ai giornali alcuni fogli ciclostilati con i nomi di alcuni dirigenti della Pirelli accusati di essere « servi dei padroni »: accanto al nome il numero di telefono. Il 25 gennaio la pista di prova della Pirelli, a Lainate, venne minata da 8 ordigni incendiari, che avrebbero dovuto distruggere 17 autocarri posteggiati. Grazie all'umidità ne andarono bruciati soltanto 2. Subito dopo, nel corso di varie perquisizioni, gli uomini dell'ufficio politico trovano in casa del pittore Enrico Castellani un congegno di accensione a tempo e alcuni accenditori con micce simili al materiale impiegato nell'attentato alla Pirelli. Colpito da un mandato di cattura, il pittore, però, non è ancora stato rintracciato. Non è mai stato possibile accertare con chi avesse collegamenti e se effettivamente facesse parte delle « brigate rosse ». Oggi i carabinieri di Milano hanno presentato alla magistratura un esposto denuncia contro undici dirigenti di « Lotta Continua » ritenuti responsabili di istigazione a delinquere e apologia di reato. Tutti i denunciati, secondo quanto si è appreso, fanno parte dell'esecutivo del movimento extraparlamentare di sinistra. L'iniziativa dei carabinieri è stata provocata dalla diffusione, da parte dell'esecutivo milanese di « Lotta Continua », d'un volantino, nel quale venivano esaltati il sequestro e l'aggressione del dirigente della Siemens. Nel comunicato era scritto tra l'altro: « Idalgo Macchiarini è stato catturato venerdì pomeriggio, processato e punito. Noi riteniamo che questa azione si inserisca coerentemente nella volontà generalizzata delle masse di condurre la lotta di classe anche sul terreno della violenza e della illegalità». Fra i denunciati, secondo quanto si è appreso, vi è Francesco Mauri, un operaio di 29 anni, mentre non sono stati resi noti i nominativi di altre dieci persone.
Entro l'area della sinistra extraparlamentare il sequestro obbligò i diversi gruppi a prendere posizione, arrivando anche a forti scontri ideologici interni ai gruppi.
Il primo commento di Lotta Continua fu positivo: il suo esecutivo milanese affermò in un comunicato, scritto al termine di una assemblea: «Idalgo Macchiarini è stato catturato venerdì pomeriggio, processato e punito. Nella mattinata un corteo all'interno della fabbrica aveva cercato di raggiungerne l'ufficio per fargli sentire il peso della propria forza e del proprio odio di classe. Noi riteniamo che questa azione si inserisca coerentemente nella volontà generalizzata delle masse di condurre la lotta di classe anche sul terreno della violenza e dell'illegalità. ». Questo comunicato indicò un cambiamento netto della posizione di LC, che precedentemente aveva preso contro l'attentato incendiario fatto dalle BR a Linate. La posizione di Lotta Continua fu rivista in seguito, in parte perché causando denunce e minacce di arresto bloccava l'attività di LC, in parte perché, soprattutto tra gli esponenti al vertice, il rapimento, che inizialmente non era dispiaciuto, come possibile innesco per una scintilla con cui accendere la rivoluzione, fu considerato una forma di lotta troppo estrema per le conseguenze omicide a cui quella logica avrebbe potuto portare.
Una simile posizione favorevole al sequestro compiuto venne espressa settimane dopo, pur senza menzionare il nome delle Brigate Rosse, da Potere Operaio, sulla sua rivista omonima nel numero di maggio-giugno "Alla Siemens - Un commando operaio è passato, per la prima volta nella storia della classe operaia italiana, ad un sequestro. Noi annotiamo solamente che la recezione di questo atto, a livello di classe operaia, è stata positiva. Il salto di qualità nella gestione della lotta che questa azione dimostra, va perciò annotato. Sembra che nella classe operaia milanese, che oggi è all'avanguardia del movimento complessivo, l'articolazione fra azione di massa ed azione di avanguardia risulti ormai un fatto acquisito [...]. Sono nuove forme di lotta operaia che si stanno facendo strada: questa pratica della violenza organizzata da parte proletaria è resa obbligatoria dalla crescita dello scontro di classe e delle sue caratteristiche di violenza [...]. Si tratta di azioni che portano un segno di classe, proletario e comunista, ed esprimono una volontà sovversiva e un bisogno di rivoluzione che è delle masse sfruttate, e non di esigue minoranze".
Di tutt'altro tono è la posizione di Avanguardia operaia, che a fine marzo con un articolo intitolato "Con la regia dei servizi segreti", accusa l'azione brigatista come provocatoria e con toni complottisti scrive:  ... il sequestro giunge improvviso (alla Siemens non c'è lotta in questa fase). Il gesto è del tutto dimostrativo e pare fatto apposta per avere titoli scandalistici [...]. Al collo del sequestrato viene appeso un cartello con una scritta dallo stile assai poco familiare al movimento operaio "mordi e scappa, colpiscine uno per educarne cento." MA SOPRATTUTTO FA LA SUA APPARIZIONE UN ELEMENTO CHIAVE DEL CASO FELTRINELLI: IL FURGONCINO! Si comincia ad introdurre nell'opinione pubblica alcuni concetti: esistono i terroristi, sono di sinistra e si servono di furgoncini per le loro malefatte. Queste accuse furono prontamente respinte osservando che al contrario in Siemens era in corso una lotta operaia, gli slogan si trovavano nei manuali di guerriglia sudamericani e negli scritti leninisti inclusi testi tradotti in italiano, e per quanto riguarda il camioncino questo fu utilizzato senza attività divinatorie su cosa sarebbe accaduto a Segrate e in ogni caso, la conoscenza delle tattiche di guerriglia sudamericane mostra che i furgoncini sono spesso utilizzati dai guerriglieri per motivi di sicurezza, rispetto a mezzi di locomozione scoperti.

## Contesti extra italiani
Pochi giorni dopo il sequestro Macchiarini, qualcosa di simile avvenne in Francia. Il 9 marzo un comando di Nouvelle Résistance Populaire, gruppo armato originatosi da Gauche Proletarienne, dichiarata fuori legge nel 1970, con cui Sinistra proletaria ebbe qualche contatto a Parigi sequestrò per due giorni Robert Nogrette, dirigente della società Renault, che aveva licenziato l'operaio Pierre Overnay e reputata colpevole della sua successiva morte. Il fatto ebbe un largo eco sulla stampa italiana, e il Corriere della sera riportò brani del comunicato dei rapitori, che utilizzavano anch'essi un linguaggio poliziesco: "Colui che si vanta di essere la giustizia della Renault, il signor Nogrette, responsabile della volante dei killers e principale organizzatore dei licenziamenti, è stato arrestato questa mattina dal gruppo Pierre Overnay, della nostra organizzazione. Noi rappresentiamo la volontà del popolo davanti alla legge degli assassini. Noi rappresentiamo la giustizia davanti a coloro che vogliono far regnare il terrore nella piú grande impresa di Francia"
Questa nuova azione terroristica venne giudicata positivamente da Lotta Continua, il cui foglio milanese quotidiano di lotta quotidiano del 10 marzo, chiamato "processo Valpreda", riportava la notizia con questo titolo a mezza pagina: "Il sequestro di dirigenti della Sit Siemens e della Renault: la giustizia rivoluzionaria comincia a far paura - viva la giustizia rivoluzionaria" , commentando all'interno dell'articolo:  "il processo e la punizione dei dirigenti è pratica costante della lotta operaia e momento significativo dell'opposizione alle gerarchie capitalistiche in fabbrica e fuori, è condizione essenziale per difendere le conquiste della classe operaia.". Questo scritto provocherà un esposto denuncia dei CC contro l'esecutivo milanese e l'emissione di 11 mandati di cattura per apologia di reato contro alcuni tra i principali dirigenti nazionali di Lotta Continua tra cui Sergio Saviori, Giorgio Pietrostefani, Mario Milich, Alberto Gioia e Vittorio Sartori.

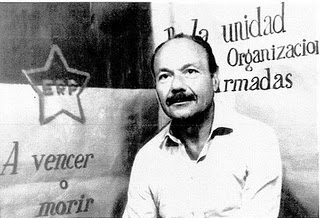
Fotografia di Oberdan Sallustro prigioniero, diffusa dallo ERP

I mandati di arresto provocheranno un giro di vite nei riguardi delle organizzazioni della sinistra extraparlamentare provocando dure discussioni e opposte prese di posizione fra Avanguardia Operaia da un lato e Potere Operaio e lotta Continua dall'altro riguardo alla valutazione delle azioni brigatiste e dei GAP di Feltrinelli, che condurranno al ritiro di Avanguardia Operaia dal comitato di lotta contro la strage di stato
Successivamente, proprio nel momento di massima repressione, Avanguardia Operaia svilupperà una dura polemica contro LC e PO per il giudizio da queste organizzazioni espresso a proposito di GAP e BR. La polemica si concluderà con l'uscita di AO dal Comitato di lotta contro la strage di stato.
Il clima politico, in questo mese di marzo, venne reso ancor più incandescente dal sequestro, stavolta in Argentina, di un altro dirigente di azienda: il 21 marzo il gruppo Ejército Revolucionario del Pueblo (ERP) rapì Oberdan Sallustro, di origine italiana, il direttore generale della Fiat-Concord. Questo rapimento si concluse tragicamente, con la morte di Sallustro il 10 aprile, dopo uno scontro a fuoco tra le forze dell'ordine e i suoi rapitori. Il commento di Lotta Continua, sull'uccisione di Sallustro uscì sul giornale omonimo col titolo: "Padroni in lutto per Sallustro giustiziato", e così iniziava: "Chi é stato giustiziato? Un padrone. Il signor Oberdan Sallustro che si era macchiato di sangue e che il popolo odiava. ..."